# توبیز
شهر توبیز (به فرانسوی: Tubize) در شهرستان نیول در استان اوئلون بربان در منطقه فدرال والوون در کشور بلژیک واقع شده‌است.

## کارخانه توبیز
کارخانه  توبیز (به فرانسوی: Les Ateliers de Tubize) که تولید کننده لوکوموتیو بود، در این شهر قرار داشت. 
از تولیدات این کارخانه ، حداقل شش  دستگاه لوکوموتیو توبیز حفظ شده است. یک دستگاه (Tubize 2069) در بلژیک، دو لوکوموتیو (2365 و 2369) در موزه راه آهن یوکیونن در فنلاند، و یک دستکاه از نوع (2179) در لهستان. یک لوکوموتیو هنوز در راه آهن  پلیون در یونان فعال است. سه دستگاه در ایران که به آنها ماشین دودی می گفتند، در ایران باقی مانده است  